# Суперкубок Англії з футболу 1931
Суперкубок Англії з футболу 1931 — 18-й розіграш турніру. Матч відбувся 7 жовтня 1931 року між чемпіоном Англії клубом «Арсенал» та володарем кубка країни клубом «Вест-Бромвіч Альбіон».
| Володар Суперкубка Англії 1931 |
| ------------------------------ |
|                                |
| «Арсенал» Другий титул         |

## Учасники
| Клуб                   | Участей | Роки (жирним виділено перемоги) |
| ---------------------- | ------- | ------------------------------- |
| «Арсенал»              | 1       | 1930                            |
| «Вест-Бромвіч Альбіон» | 1       | 1920                            |

## Матч

### Деталі
| 7 жовтня 1931 |

| «Арсенал» | 1–0      | «Вест-Бромвіч Альбіон» |
| --------- | -------- | ---------------------- |
| Бастін    | Протокол |                        |

| Вілла Парк, Бірмінгем Глядачів: 21 276 |

|  |  |

| В                |  | Чарлі Пріді    |
| З                |  | Едді Гепгуд    |
| З                |  | Том Паркер (к) |
| ПЗ               |  | Альф Гейнес    |
| ПЗ               |  | Чарлі Джонс    |
| ПЗ               |  | Гербі Робертс  |
| Н                |  | Кліфф Бастін   |
| Н                |  | Джо Гюлм       |
| Н                |  | Девід Джек     |
| Н                |  | Алекс Джеймс   |
| Н                |  | Джек Ламберт   |
| Головний тренер: |  |                |
| Герберт Чепмен   |  |                |

| В                |  | Гарольд Пірсон            |
| З                |  | Джордж Шоу                |
| З                |  | Берт Трентгем             |
| ПЗ               |  | Джиммі Едвардс            |
| ПЗ               |  | Томмі Мейгі               |
| ПЗ               |  | Білл Річардсон            |
| Н                |  | Томмі Глідден (к)         |
| Н                |  | Гаррі Роу                 |
| Н                |  | Вільям Джінджер Річардсон |
| Н                |  | Тедді Сендфорд            |
| Н                |  | Стен Вуд                  |
| Головний тренер: |  |                           |
| Фред Еверісс     |  |                           |